# Hieracium fimbriatum
Hieracium fimbriatum es una especie de planta con flor del género Hieracium, de la familia Asteraceae, orden Asterales.

## Distribución
Hieracium fimbriatum se distribuye por Bolivia.

## Taxonomía
Fue descrita científicamente por Arv.-Touv.
Tratamiento taxonómico
La especie aparece registrada y publicada en Spicil. Rar. Hierac.